# Hacienda de San Mateo de la Zarca
La Hacienda de San Mateo de la Zarca está localizada en el norte del Estado de Durango, en México. La capilla de San Mateo de la hacienda forma parte del Camino Real de Tierra Adentro, declarado Patrimonio de la Humanidad por la UNESCO en 2010 (1351-053).
La hacienda tomó ese nombre durante el siglo XVIII, en el cual los propietarios le dieron nombre de su santo patrono, el apóstol Mateo, a quien está dedicada la capilla. Por otro lado, la palabra “zarca” proviene del árabe y significa “mujer de ojos claros". En este caso se identifica el lugar porque tiene un manantial con agua turbia de alto contenido mineral.

## Origen y formación de la Zarca
La declaración de Francisco de Ibarra, primer gobernador de la Nueva Vizcaya, acerca de la riqueza y fertilidad de las tierras de dicha provincia desató un proceso de colonización que inició a finales del siglo XVI con la concesión de mercedes reales a los españoles. Las mercedes que dieron origen a  la Zarca fueron otorgadas a Juan Pérez de Vargas, en 1586, y al capitán Bartolomé Fernández, en 1592, tan solo unos años después de la fundación de la villa de Durango.
Por otro lado, en 1618, los hermanos Cristóbal y Juan de Ontiveros tomaron posesión de las tierras localizadas en el Valle de la Magdalena. Entre ellas estaban las estancias de Pérez de Vargas y Fernández. Sucedió a Cristóbal de Ontiveros su hijo del mismo nombre; empero, las rebeliones indias del siglo XVII, que se dieron a causa de los abusos de los encomenderos, provocaron que estas posesiones permanecieran despobladas por ochenta años.
No fue hasta 1707 en que Juan Andrés de Alday comenzó a poblarlas nuevamente introduciendo gente armada. Alday, que era teniente de gobernador y alcalde mayor, no era propietario de estas tierras, por lo que fue denunciado por los dueños nominales, herederos de Ontiveros. Tras pagarles 1,000 pesos, tomó posesión de su dominio y posteriormente lo heredó a sus hijos, Andrés y Romualdo. Los Alday vendieron la Zarca, en 1716, a otro vasco llamado Juan de Veitia.
Además del crecimiento de la minería y expansión económica que experimentaron las regiones de Zacatecas y Durango, el siglo XVIII trajo consigo la realización de las composiciones de tierras. Estas composiciones con la Corona española dieron a las haciendas el dominio legal de las tierras baldías, llamadas también realengos, que no estaban consideradas en las  mercedes originales, con lo que su superficie y forma quedaron conformadas definitivamente. Fue en esos años en que Veytia traspasó la Zarca a Juan José de Juangorena Miguelena y Ugarte, quien era su propietario en 1776.
En 1815, Fernando Díaz de la Campa acudió a un crédito hipotecario para comprar la Zarca a Lorenzo García de Noriega. Al fallecer Díaz de la Campa su viuda vendió el crédito que fue pagado en 1851 por Felipe de Jesús Flores Alcalde, a pesar de que los ganados eran saqueados por apaches y comanches. Su hijo Felipe vendió la hacienda a Luciano Veyán Lapelouse y a su esposa Juana Natera del Fierro el 26 de diciembre de 1877 en 28 mil pesos. Veyán era hijo de inmigrantes franceses, quienes se establecieron inicialmente en Veracruz como comerciantes de sedas hasta mudarse hacia el norte durante la Intervención Francesa.

## La Hacienda durante el Porfiriato
En las últimas décadas del siglo XIX la Zarca experimentó gran actividad económica gracias al fin de las guerras indias y  la reducción de la inseguridad al limpiarse los caminos de salteadores. Esta situación permitió que Veyán se convirtiera en uno de los más grandes y adinerados terratenientes al adquirir las haciendas de San Lorenzo del Casco, San Juan Bautista de Cerro Gordo y Antonio del Paso del Pinole.
En el registro de fincas de 1898 aparece que la hacienda de San Mateo de la Zarca contaba con una superficie de 93,978 hectáreas y en sus agostaderos pastaban 40,000 ovejas. Tenía un valor fiscal de 213,250 pesos. La Zarca y San Juan Bautista conformaban el 21.6% del total del Partido de Indé.
Luciano Veyán heredó sus propiedades a sus hijos en1905. La hacienda de la Zarca quedó a Rodolfo Veyán Natera.

## Reforma agraria y desintegración
Debido a que la población duranguense estaba compuesta en gran porcentaje por jornaleros que recibían salarios que apenas les permitían cubrir sus niveles de subsistencia, el Durango de la Revolución Mexicana estuvo sometido a radicales movimientos agrarios populares. Durante el orozquismo, el cabecilla José de Jesús Campos incendió la casa grande de la Zarca y muchas otras haciendas para evitar que sus dueños financiaran al gobierno.
Con el triunfo de los revolucionarios se inició el reparto agrario y la desintegración de las haciendas. Así la hacienda de la zarca fue dividida en pequeñas propiedades y ejidos, como se encuentra hasta la fecha.

## Construcciones
Las edificaciones de la casa grande y la capilla son de estilo neoclásico; fueron reconstruidas por el maestro alarife Tomás García en 1890. La iglesia fue dedicada a San Mateo y a la Virgen de Lourdes. “La portada es muy sencilla; consta de un cuerpo y, sobre éste, una ventana coral formada por un arco flamígero y terminada en un pequeño remate. El entablamento está sostenido por dos columnas adosadas y, sobre ellas, dos florones.”
	El interior del templo está techado con una bóveda de cañón. El  altar está ornamentado con cuatro columnas corintias y un nicho en su centro porta una imagen francesa de San Lucas, enviada por equivocación en lugar de la imagen de San Mateo.
	La casa fue edificada en 1891, pero fue incendiada en 1912 y restaurada en 1950 por la familia Valencia.

## Actividad económica
La gran extensión de la Zarca fue conocida principalmente por su crianza de borregos y mulas, además ser “lugar de concentración para los hatos trashumantes que, provenientes de Chihuahua y Nuevo México, se dirigían hacia el centro del virreinato.” Las mulas eran fundamentales para la región, ya que se empleaban en el transporte de mercancías, en la agricultura y en la actividad minera, característica del Estado.
Desde el Porfiriato, Durango  tomó un papel importante en la actividad ganadera. Sus extensas tierras cubiertas de pasto permitieron la introducción  de gran número de borregos ramboullet, caballos, burros, toros hereford y suizos, y vacas jersey y durham.  De esta manera el estado fue un centro notable de producción de lana, leche y carne.  Para 1902, Durango era la tercera entidad con mayor número de ovejas en el país.  Más allá, sus hacendados ganaderos experimentaron grandes aumentos en productividad gracias al desarrollo de técnicas que se enfocaban en el refinamiento genético de las razas.
Fue en esta época en que la Hacienda experimentó su mayor crecimiento económico, incrementando su número de ganado vacuno, ovino y caprino y número de toros de lidia.

## El Camino Real de Tierra Adentro
La Hacienda formó parte del Camino Real de Tierra Adentro, que contaba con una extensión de aproximadamente 2900 kilómetros. Iniciaba en la Ciudad de México y terminaba en Santa Fe, Nuevo México. También llamado el Camino de la Plata, fue una importante vía de intercambio comercial y cultural que enlazó centros importantes de actividad minera. “Es una ruta consolidada por la minería y la circulación de plata y mercurio, además de trigo, maíz y diversas mercancías que abastecían a las comunas norteñas y otras regiones.”
Desde la época prehispánica, el camino conectaba una serie de centros de intercambio, y fue extendido durante la época colonial, lo que permitió la expansión de los españoles hacia el norte. La construcción de ciudades, conventos y centros mineros creó una vía de mayor seguridad frente a la amenaza chichimeca para conectar las vastas tierras del norte con el centro del virreinato.